# Орн (река, впадает в Ла-Манш)
Орн (фр. Orne) — река на северо-западе Франции, протекает через регион Нижняя Нормандия (департаменты Орн и Кальвадос). Впадает в Ла-Манш в 13 км к северо-северо-востоку от города Кан.
Длина 170 км, расход 27,5 м³/с в устье. Площадь бассейна 2932 км². Самый низкий уровень воды в реке летом, в период с июля по сентябрь включительно. Плотина Rabodanges была построена в 1960 году для регулированию речного стока и производства электроэнергии, она создала искусственное озеро длиною 7 км.
Известняк с берегов нижнего течения реки использовался для постройки исторических зданий в Англии, включая лондонский Тауэр и Нориджский собор.